# Primera División de la República Federal de Yugoslavia 1997-98
La Primera División de la República Federal de Yugoslavia en su temporada 1997-98, fue la 6ª edición del torneo, en esta participaron clubes de la actual Serbia y de Montenegro, El campeón fue el club FK Obilić Belgrado, que consiguió su 1° título en su historia.

## Formato de competición
Los doce mejores clubes del país participaron en la competición y se agrupan en un único grupo en que se enfrentan tres veces a sus oponentes. Al final de la temporada, los dos últimos de la clasificación son relegados y sustituidos por los seis primeros clubes de la Segunda Liga más los dos mejores de Tercera Liga, con el fin de aumentar a 18 clubes los participantes en Primera división 1998/99.

## Primera Liga
| Pos | Club                   | PJ | PG | PE | PP | GF | GC | DG  | Pts |
| --- | ---------------------- | -- | -- | -- | -- | -- | -- | --- | --- |
| 1.  | Obilić Belgrado        | 33 | 27 | 5  | 1  | 72 | 19 | +53 | 86  |
| 2.  | Estrella Roja Belgrado | 33 | 27 | 3  | 3  | 86 | 22 | +64 | 84  |
| 3.  | Partizan Belgrado      | 33 | 22 | 4  | 7  | 73 | 38 | +35 | 70  |
| 4.  | Vojvodina Novi Sad     | 33 | 14 | 7  | 12 | 57 | 63 | -6  | 49  |
| 5.  | Rad Belgrado           | 33 | 12 | 6  | 15 | 35 | 39 | -4  | 42  |
| 6.  | Zemun Belgrado         | 33 | 10 | 9  | 14 | 38 | 50 | -12 | 39  |
| 7.  | Hajduk Kula            | 33 | 10 | 5  | 18 | 32 | 51 | -19 | 35  |
| 8.  | Budućnost Podgorica    | 33 | 8  | 9  | 16 | 27 | 53 | -26 | 33  |
| 9.  | Proleter Zrenjanin     | 33 | 10 | 2  | 21 | 40 | 64 | -24 | 32  |
| 10. | Železnik Belgrado      | 33 | 9  | 5  | 19 | 43 | 62 | -19 | 32  |
| 11. | Čukarički Belgrado     | 33 | 9  | 4  | 20 | 32 | 45 | -13 | 31  |
| 12. | Mladost Lučani         | 33 | 9  | 3  | 21 | 25 | 54 | -29 | 30  |

- Máximo Goleador: Saša Marković (Estrella Roja Belgrado) 27 goles

## Segunda Liga
| Pos | Club                | PJ | PG | PE | PP | GF | GC | DG  | Pts |
| --- | ------------------- | -- | -- | -- | -- | -- | -- | --- | --- |
| 1.  | OFK Belgrado        | 33 | 19 | 8  | 6  | 61 | 34 | +27 | 65  |
| 2.  | Sartid Smederevo    | 33 | 19 | 6  | 8  | 46 | 23 | +23 | 63  |
| 3.  | FK Priština         | 33 | 17 | 9  | 7  | 57 | 28 | +29 | 60  |
| 4.  | Spartak Subotica    | 33 | 17 | 5  | 11 | 56 | 40 | +16 | 56  |
| 5.  | Radnički Niš        | 33 | 14 | 12 | 7  | 49 | 35 | +14 | 54  |
| 6.  | Radnički Kragujevac | 33 | 16 | 5  | 12 | 50 | 43 | +7  | 53  |
| 7.  | Budućnost Valjevo   | 33 | 13 | 6  | 14 | 43 | 52 | -9  | 45  |
| 8.  | Rudar Pljevlja      | 33 | 13 | 4  | 16 | 44 | 54 | -10 | 43  |
| 9.  | Sutjeska Nikšić     | 33 | 8  | 8  | 17 | 34 | 43 | -9  | 32  |
| 10. | FK Loznica          | 33 | 7  | 7  | 19 | 24 | 46 | -22 | 28  |
| 11. | Borac Čačak         | 33 | 7  | 7  | 19 | 32 | 65 | -33 | 28  |
| 12. | FK Bečej            | 33 | 8  | 3  | 22 | 22 | 54 | -32 | 27  |

- Clubes ascendidos a Primera división 1998/99 provenientes de Tercera Liga: Mogren Budva y Milicionar Belgrado.